# Marek Szczerbowski
Marek Tomasz Szczerbowski (ur. 26 sierpnia 1971 w Katowicach) – polski polityk i działacz sportowy, nauczyciel akademicki, radny Rady Miasta Katowice (2002–2014).

## Życiorys
Absolwent Akademii Wychowania Fizycznego w Katowicach. W latach 2002–2006 ukończył studia doktoranckie na tej uczelni i w 2006 roku został wykładowcą akademickim (adiunktem) na Wydziale Zarządzania Sportem i Turystyką. Wcześniej, od października 1996 do listopada 1997 roku pracował jako nauczyciel wychowania fizycznego, a w latach 1998–2002 był Prezesem Rady Naczelnej Zrzeszenia Studentów Polskich.
W latach 2002–2005 pełnił funkcję prezesa oraz menedżera ds. sportowych klubu Kolejarz 24 Katowice. Następnie, w latach 2006–2015 był dyrektorem Wojewódzkiego Ośrodka Kultury i Sportu Stadion Śląski w Chorzowie oraz, w okresie od 2019 do 2023 roku, prezesem GKS Katowice. Pełnił również funkcje likwidatora Gospodarstwa Pomocniczego Hotel Stadion Śląski, Dyrektora Ośrodka Wspierania Przedsiębiorczości Ministerstwa Pracy oraz członka Rady Programowa Regionalnej Rozgłośni Polskiego Radia w Katowicach. Prowadził również działalność gospodarczą.
Mandat radnego Katowice sprawował przez trzy kadencje: w latach 2002–2006 z ramienia koalicji SLD-Unia Pracy, w latach 2006–2010 startując z listy komitetu Lewica i Demokraci oraz w latach 2010–2014 jako polityk Sojuszu Lewicy Demokratycznej.